# Katwijk-Noord
Katwijk-Noord est une localité située dans la commune néerlandaise de Katwijk, dans la province de la Hollande-Méridionale. Le 1er janvier 2007, Katwijk-Noord comptait 13 000 habitants.
Ce n'est pas un village à proprement parler, mais un regroupement de plusieurs quartiers situés au nord du Vieux Rhin.